# Mindat.org

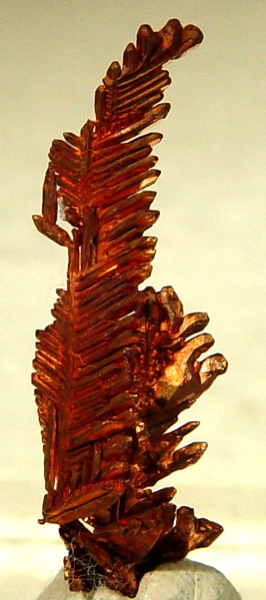
来自哈萨克斯坦伊陶兹矿的结晶铜“羽毛”，Mindat数据库中的一张照片。

全球矿物数据库网站（Mindat.org）为非盈利性在线数据库，号称是互联网上最大的矿物数据库和矿物学参考网站。为专业矿物学家、地质学家和业余矿物收藏者所使用。
该网站包含了重要矿产条目、地点和照片目录。注册编辑者可在定期更新的数据库中添加和修改信息。
截2016年，它包括了： 
- 45289种矿物名称（包括矿物品种、同义词和未确认名称），其中5091种是国际矿物学协会认可的矿物或准矿物；
- 全球261955处矿区，这些矿产地内分布有903204种矿产信息。；
- 世界各地收藏者和机构上传了超过647000张矿物照片，并整理分类在图集中，希望在线分享他们的矿物收藏；
- 有48657名用户注册上传了照片和/或编辑数据。

## 历史
矿物数据库于1993年由乔里恩·拉尔夫作为个人数据库项目启动。后来，在2000年10月推出社区可编辑数据库网站之前，他开发过更多的版本作为微软 Windows应用程序。
Mindat.org 现归属于哈德逊矿物学研究所，为纽约州注册设立的501(c)(3)非盈利教育基金会。
2011年，乔里恩·拉尔夫因其在Mindat.org的工作而被美国矿物学协会授予杰出公共服务奖。